# Lucretia Garfieldová
Lucretia Rudolphová Garfieldová (19. dubna 1832, Hiram, Ohio – 14. března 1918, Pasadena, Kalifornie) byla manželkou 20. prezidenta USA Jamese A. Garfielda a v roce 1881 vykonávala funkci první dámy USA.